# Замок Леннокс
Леннокс (англ. Lennox castle) — руины старинного замка недалеко от городка Леннокстаун в округе Ист-Данбартоншир, в Шотландии, Великобритания. Комплекс окружён обширным имением с многочисленными жилыми и хозяйственными постройками. В 1973 году замок Леннокс был включен в шотландский список памятников архитектуры категории А (высшая степень значимости).

## История

### XIX век
Окрестные земли принадлежали членам калана Кинкейд. Ещё в начале XIX века они решили возвести родовой особняк. Около 1810 года неподалёку от современного замка появился крупный жилой комплекс. Вскоре Джон Леннокс Кинкейд решил возвести собственный особняк. В 1837 году по его распоряжению в нескольких километрах к западу от родового дома началось строительство замка Леннокс. Проект подготовил архитектор Дэвид Хамильтон. Строительство замка в целом было завершено в 1841 году.
Среди прочих в комплексе проживал член Палаты общин Великобритании Чарльз Бейтман-Хэнбери-Кинкейд-Леннокс. в 1861 году он женился на наследнице имения (а значит, и замка). После этого политик присоединил к своей фамилии слово Леннокс.

### XX век
В 1927 году компания Glasgow Corporation приобрела поместье, площадью которого составляла 494 га за 25 тысяч фунтов фунтов стерлингов. На территории имения и в замке планировалось размещение психиатрической больницы. Прежнее здание перестроили, а также возвели новые корпуса. Всего в больнице должно было размещаться 1200 пациентов (600 мужчин и 600 женщин). Кроме того, было построено отдельное административное здание. Непосредственно в замке Леннокс разместился персонал. Еще 40 домиков были построены неподалёку для проживания семейных сотрудников больницы.
Больница официально открылась в сентябре 1936 года. В начале Второй мировой войны на территории замка Леннокс открыли военный госпиталь. В 1941 году в комплексе было добавили родильное отделение. Среди прочих, здесь появились на свет такие известные люди, как певица Лулу и футболист Джон Браун. Родильное отделение закрылось только в 1964 году.
в 1970-х годах клиника превратилась в один из крупнейших центров психиатрии. Здесь содержалось до 1620 пациентов.
В 1987 году было объявлено о том, что больница, одновременно являвшаяся и домом престарелых, прекращает работу. Пациентов переводили в более современные заведения. Однако закрытие клиники затянулось на долгие годы. Последние отделения были ликвидированы только в 2002 году. Все возведенные дополнительные постройки оказались снесены.
В 2006 году футбольный клуб «Селтик» из Глазго открыл на территории имения тренировочную базу.

## Современное состояние
После закрытия клиники главное здание, в котором раньше находилась резиденция медицинских сестёр, стало стремительно ветшать. Многие рассчитывали, что ситуация изменится после того, как Леннокс был внесён в список памятников архитектуры Шотландии. Во время инспекционной проверки в 1992 было зафиксировано аварийное состояние комплекса. Окна на первом этаже были заколочены, чтобы защитить внутренние помещения от актов вандализма. Но несмотря на это, проникновения несанкционированные проникновения внутрь местных жителей продолжились. Интерьерам был нанесён серьёзный ущерб. В целом, однако, состояние фундамента и стен инспекторы оценили как удовлетворительное. Правда, на восточном фасаде была обнаружена крупная диагональная трещина, которая могла указывать на скверное состояние несущих конструкций.
Из-за поврежденной кровли замок не был защищён от действия осадков. Внутрь в большом количестве попадала вода. Влага проникала в том числе и в кирпичную кладку. Особенно от этого страдали верхние этажи. Потолки комнат во многих местах провалились. Но в целом считалось, что комплекс будет не очень трудно восстановить.
В 1993 году замок приобретала компания Western Properties за 160 тысяч фунтов стерлингов. Однако власти отклонили заявку на реконструкцию комплекса, после которой замок должен был превратиться в жилой комплекс с 47 квартирами. В итоге здание осталось заброшенным.
К 1998 году очередная инспекция констатировала, что состояние замка значительно ухудшилось. Большинство окон были выбиты, кровля оставалась неотремонтированной, а значит, влага продолжала разрушительно действовать на кирпичную кладку и перекрытия.
Стоимость реставрации оценивалась в 240 тысяч фунтов стерлингов. Но ремонт так и не был начат. К 2001 году большая часть перекрытий рухнула. Шесть лет спустя замок Леннокс уже выглядел как настоящие руины. При этом внутри постоянно собирались сомнительные компании, в основном из подростков, которые вели себя в замке как вандалы. За исключением вестибюля, большая часть оформления интерьеров оказалась утрачена.
В 2008 году в руинах случился пожар. Многие сохранявшиеся до той поры деревянные элементы сгорели. В последующие годы стали разрушаться и внешние стены. К 2020 году местные власти признали, что замок находится под угрозой исчезновения.

## Галерея

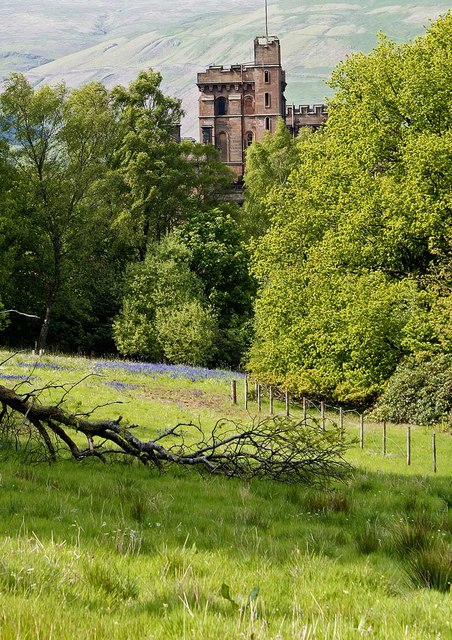
Вид замка летом
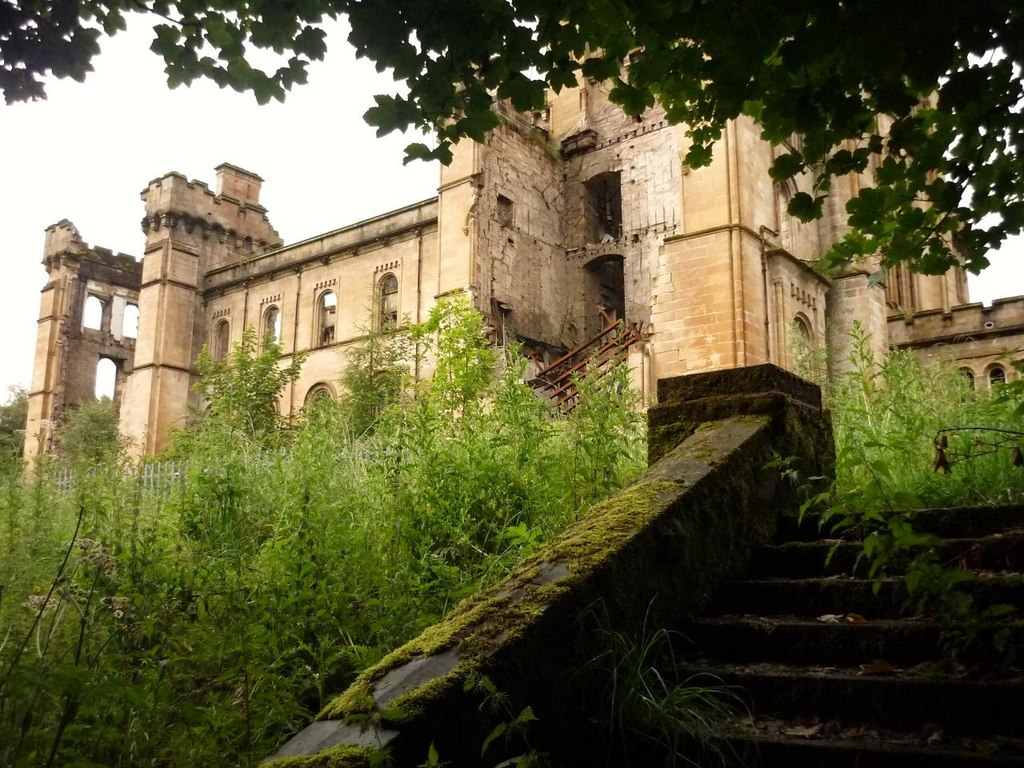
Руины главного фасада
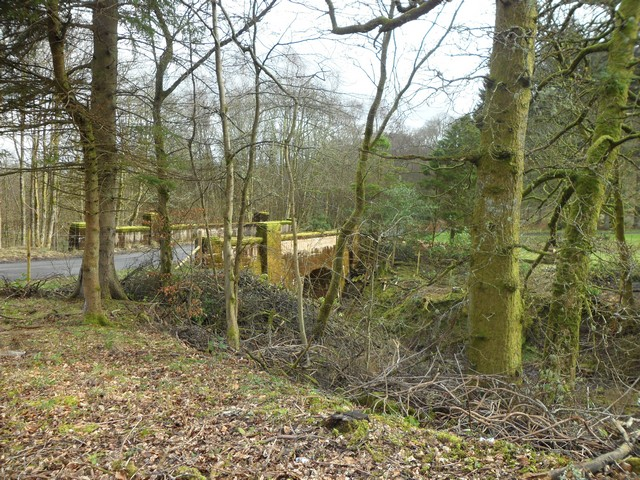
Каменный мост, ведущий к замку
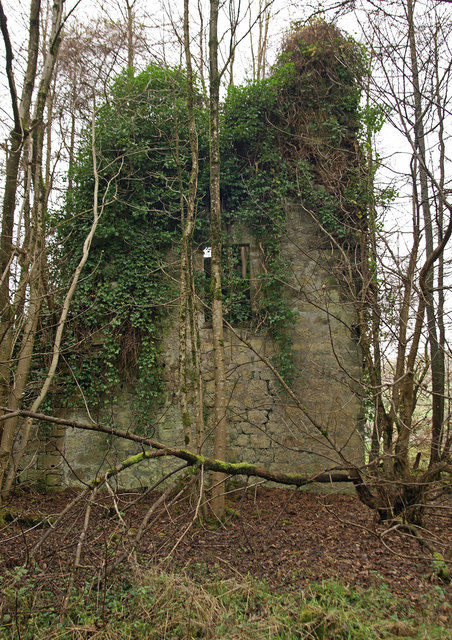
Руины одной из построек
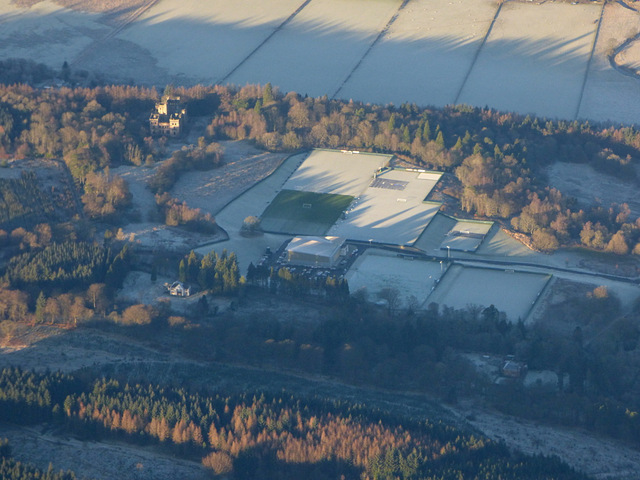
Спортивная база клуба «Селтик»